# Кампионе д’Италија
Кампионе д’Италија (енгл. Campione d'Italia) је насеље у Италији у округу Комо, региону Ломбардија.
Према процени из 2011. у насељу је живело 2117 становника. Насеље се налази на надморској висини од 290 м.

## Становништво
| 1931. | 1936. | 1951. | 1961. | 1971. | 1981. | 1991. | 2001. | 2011. |
| ----- | ----- | ----- | ----- | ----- | ----- | ----- | ----- | ----- |
| 639   | 855   | 1.022 | 1.435 | 1.979 | 2.183 | 2.181 | 2.267 | 2.158 |